# Первомайський (Красношадимське сільське поселення)
Первома́йський (рос. Первомайский, ерз. Первомайский) — селище у складі Ковилкінського району Мордовії, Росія. Входить до складу Красношадимського сільського поселення.
Населення — 12 осіб (2010; 26 у 2002).
Національний склад станом на 2002 рік:
- росіяни — 96 %